# Allodape greatheadi
Allodape greatheadi là một loài Hymenoptera trong họ Apidae. Loài này được Michener mô tả khoa học năm 1970.